# Pierantonio Tasca
Pierantonio Mastrogiovanni Tasca (* 1. April 1864 in Noto; † 4. April 1934 ebenda) war ein italienischer Komponist.

## Leben
Tasca trat achtzehnjährig als Komponist mit einem Scherzo musicale hervor. Seine erste Oper Bianca wurde 1884 am Teatro La Pergola in Florenz mit Eva Tetrazzini in der Hauptrolle uraufgeführt. Darüber berichtete die Neue Zürcher Zeitung am 3. März 1885:
In den letzten Wochen des Carnevals wurde im Theater „Della Pergola“ in Florenz die neue Oper „Bianca“ von Baron Pierantonio Tasca aufgeführt, welche einen Beifall fand, wie es selbst in Italien selten vorkommt; der Komponist, ein Sizilianer und erst 21 Jahre alt, wurde 22mal auf die Bühne gerufen, und nicht wenige sehen in ihm schon das Genie seines Landsmannes Bellini wieder aufleben. Als der Komponist in seine Heimat Noto zurückkehrte, wurde ihm ein glänzender Empfang zu Theil. Der Sindaco (Bürgermeister), ein großer Theil der Bewohner in Equipagen und zu Fuß, eine Musikbande an der Spitze gingen dem Maestro eine Strecke außerhalb des Städtchens entgegen, um ihm goldene Medaillen und Lorbeerkränze zu überreichen; bei der Einfahrt in die mit Fahnen geschmückte Stadt wurde er mit Blumen überschüttet, und in seinem Palazzo angekommen, mußte er noch unzählige Male auf der Veranda erscheinen, um sich seinen jubelnden Mitbürgern zu zeigen. Am Abend wurde ein Fackelzug veranstaltet, welcher vor der Wohnung des jungen Komponisten hielt, und wobei eine Musikbande die von ihm komponirten Stücke spielte.
Ein großer Erfolg wurde die Uraufführung seiner Oper A Santa Lucia mit Gemma Bellincioni und Roberto Stagno in den Hauptrollen nach einem Libretto von Enrico Golisciani nach Goffredo Cognetti an der Berliner Krolloper 1892. Seit 1896 wirkte Tasca am neu gegründeten Theater des Westens, wo 1898 seine Oper Pergolesi zur Uraufführung kam. Im Jahr 1919 kam seine dritte große Oper La Lupa nach der gleichnamigen Novelle des veristischen Schriftstellers Giovanni Verga auf den Spielplan des Teatro Massimo in Palermo. Tasca komponierte weitere Vokalwerke, darunter die Operette Studenti e sartine (1901, unter dem Pseudonym D'Anthony), sowie sinfonische Werke und Kammermusik. Zu seinem Begräbnis führten 100 Musiker unter Leitung von Giuseppe Mulè seine Messa in Requiem auf.
Tasca war zudem Bürgermeister seiner Geburtsstadt Noto:
Neue Zürcher Zeitung vom 27. November 1892 – Vermischtes. Noto ist ein kleines Städtchen auf der Insel Sizilien in der Nähe von Syrakus (Siracusa). Die kleine Stadt, welche jüngst wegen einer blutigen Rauferei anläßlich der Wahlen plötzlich berühmt geworden ist, soll nun durch ein freundlicheres Ereignis noch berühmter werden. Noto hat nämlich natürlich auch einen Bürgermeister. Dieser Sindaco, der sich in seinen Mußestunden nebenbei mit Musik beschäftigt, heißt Pierantonio Tasca und ist der Komponist einer Oper: «A Santa Lucia», die vom Kroll'schen Theater in Berlin aus, wie Berliner Blätter verheißen, ihren Siegeslauf durch Deutschland antreten wird.

## Werke

### Bühnenwerke
- Bianca (Florenz, 1885)
- A Santa Lucia (Berlin, 1892)
- Pergolesi (Berlin, 1898)
- Studenti e sartine (Noto, 1901, komponiert unter dem Pseudonym M. Anthony)
- La Lupa (1919), nach einem Libretto von Giovanni Verga, UA 1933, Noto
- Madre, 3 akt. lyrische Oper
- Scongiuro (vermutlich nie aufgeführt)

### Geistliche Werke
- Elegie (zum Tode von Edmondo De Amicis)
- Messa in Requiem

### Instrumentalmusik
- Sinfonien
- Quartette